# 栗山配水塔

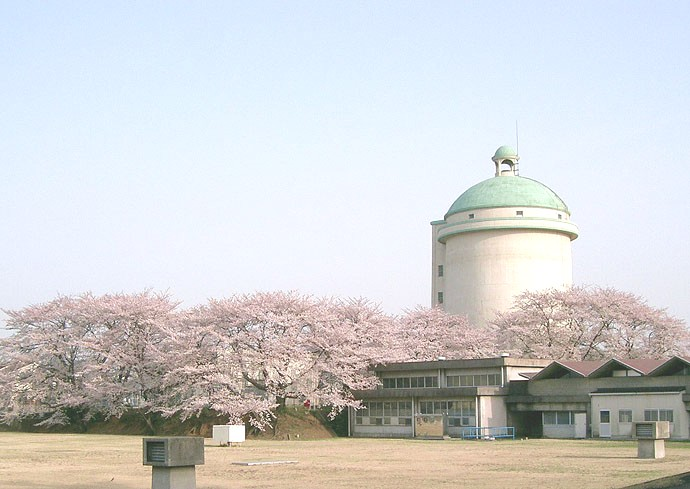
栗山配水塔

栗山配水塔（くりやまはいすいとう）は、千葉県松戸市にある栗山浄水場内にある上水道施設である。2006年土木学会選奨土木遺産に認定。1937（昭和12）年に建設されたドーム状型の高架水槽で、頭頂部に4本柱の換気口をもつ。平成15年度に認定された千葉高架水槽についで、千葉県水道局 (当時) 2施設目の栄誉である。現在も現役で利用されている塔の一つである。

## 概要
- 竣工　1937年
- 構造　鉄筋コンクリート
- 高さ　31.9メートル
- 内径　15メートル
- 貯水容量　3,534立方メートル

この配水塔の設計者については、未だ不明である。ただし、第9代千葉県水道局長の式田十郎が施工に携わっていたとする記録がある。

## 所在地・交通
- 所在地 - 千葉県松戸市栗山198（千葉県水道局栗山浄水場内）
- 交通 - 北総鉄道矢切駅下車徒歩5分

## 沿革
- 1937年 県営水道創設事業「千葉県水道事務所江戸川水源工場（古ヶ崎浄水場）」の付帯施設として建設
- その後、栗山浄水場管理となる
- 2006年 土木学会選奨土木遺産に認定
- 2017年 千葉分場1号配水池と共に、登録有形文化財（建築物）[3]にも登録